# Prager Straße (Dresden)
Die Prager Straße in der Dresdner Seevorstadt verbindet den Hauptbahnhof mit dem Altmarkt. Zwischen 1851 und 1853 erbaut, entwickelte sie sich schnell zu einer bedeutenden Einkaufsstraße. Beginnend mit dem Wiederaufbau nach den Zerstörungen des Zweiten Weltkrieges ist sie seit den 1970er Jahren Fußgängerzone.

## Geschichte

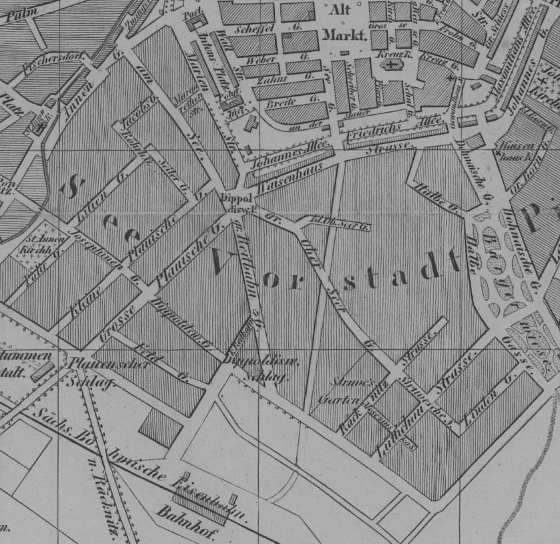
Der Stadtplan aus dem Jahr 1851 zeigt die Situation vor dem Bau der Prager Straße, die jedoch schon ohne Namen von der Waisenhausstraße aus in Richtung Süden eingezeichnet ist.

Im Zuge der Industrialisierung wurden neue Wohnungen und Straßen benötigt, die auch die engen Gassen der Altstadt entlasten sollten. Anwohner beschwerten sich bereits um 1840, und als schließlich der Böhmische Bahnhof südlich des Altstadtkerns erbaut werden sollte, wurde eine Verbindung zwischen Innenstadt und Bahnhof nötig. Als Prager Straße entstand diese Verbindung zwischen 1851 und 1853. Durch den Abriss des Höferschen Wollbodens an der Waisenhausstraße entstand eine neue Bresche, und von diesem innenstädtischen Ausgangspunkt aus wurde die neue Straße in Verlängerung der Seestraße zum Wiener Platz vor dem Böhmischen Bahnhof geführt.
Innerhalb kürzester Zeit siedelten sich erst reiche Bürger, später Bankiers, Anwälte, aber auch Bäcker usw. an. Aufgrund der Knappheit an Bauland wurde beschlossen, die Prager Straße in geschlossener Bauweise zu bebauen. Sie entwickelte sich zu einer der prächtigsten Straßen in Dresden mit zahlreichen Einkaufs- und Vergnügungsmöglichkeiten. Einige architektonisch besonders bemerkenswerte Bauten waren das Viktoriahaus, das Residenz-Kaufhaus und das Gebäude der Feuerversicherungsgesellschaft. Die Lage an der Prager Straße als bedeutendster Geschäftsstraße Dresdens war ein wichtiger Beweggrund, dass der Böhmische Bahnhof zum neuen Hauptbahnhof aus- und umgebaut wurde, was in den 1890er Jahren erfolgte, während andere Vorschläge verworfen wurden.
Im Jahr 1945 wurde das Areal bei den Luftangriffen auf Dresden fast vollständig zerstört, die beschädigten Gebäude wurden abgerissen und im Zuge der Großflächenenttrümmerung das gesamte Areal komplett beräumt. Nur ein Hotel, das „Excelsior“, wurde vorläufig weitergenutzt, bis es 1969 ebenfalls abgerissen wurde. Die einstmals kreuzende Sidonienstraße erreicht die Prager Straße seit Ende der 1960er Jahre nicht mehr, als infolge der städtebaulichen Neukonzeption mit der St. Petersburger Straße (damals Leningrader Straße) eine neue Nord-Süd-Achse entstand.

## Wiederaufbau

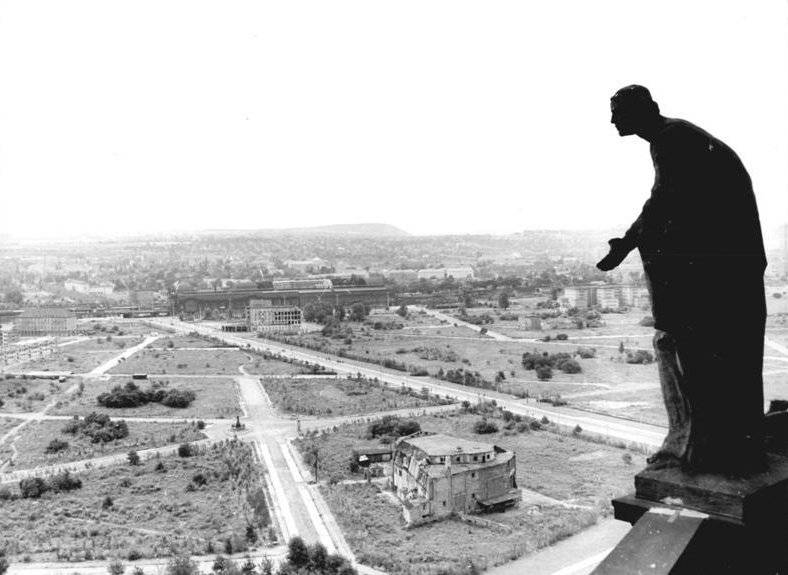
Von Trümmern geräumte Fläche (1958)

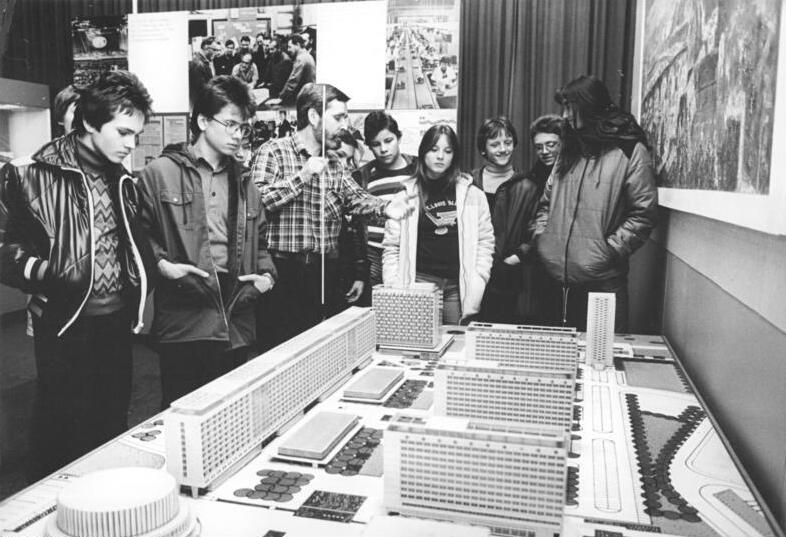
Modell der Prager Straße im Stadtmuseum

### Städtebaulich-architektonische Konzeption
Mit einem Architekturwettbewerb wurde der Wiederaufbau 1962 eingeleitet. Während einige Architekten für den teilweise originalgetreuen Aufbau plädierten, lehnten andere diese Vorstellung ab und befürworteten eine völlige Neubebauung. Keiner der Architekten war jedoch für die Wiederherstellung der platzsparenden geschlossenen Bauweise. Ein immer wieder herangezogener Grund hierfür war, dass die Menschen im Feuersturm während der Zerstörung Dresdens 1945 entweder nur sehr schwer aus den verwinkelten Häusern oder den viel zu schmalen Gassen fliehen konnten. Überdies hatte sich das städtebauliche Leitbild in den 1960er-Jahren grundlegend gewandelt: Die historische Blockrandbebauung galt überdies als überholt und unzeitgemäß. Dies kam der Forderung der SED an die Dresdner Stadtplanung nahe, die von Walter Ulbricht bereits 1956 sinngemäß formuliert wurde, mit weniger Häusern mehr Stadt zu bauen.
Durch die Großflächenenttrümmerung und die „Vergesellschaftung“, das heißt Enteignung des Bodens, konnte mit der neuen Prager Straße ab 1965 eine städtebauliche und architektonische Großvision in Form einer 700 Meter langen und mehr als 60 Meter breiten, präzise durchkomponierten modernen Stadtlandschaft nach dem Vorbild der Rotterdamer Lijnbaan entstehen. Die 240 Meter lange Wohnzeile trennte die Prager Straße als eine der ersten Fußgängerzonen Deutschlands von der neuen Nord-Süd-Tangente und gab dem Ensemble das Rückgrat. Auf der gegenüberliegenden Seite markierte das großformatige Wandbild „Dresden grüßt seine Gäste“ am Restaurant „Bastei“ den Beginn der Touristenroute ins Stadtzentrum, durchgängige Pergolen vor den sich daran anschließenden Ladenpavillons und Hotels gaben der Anlage eine klare Struktur.
Das Interhotel „Newa“, vor allem aber die erst in den 1970er Jahren am nördlichen Ende der Prager Straße errichteten Gesellschaftsbauten, wie das „Rundkino“ genannte Filmtheater, das Restaurant „International“ und das Centrum-Warenhaus sowie die diffizil durchkomponierten Freiflächen mit mehreren unterschiedlich gestalteten Brunnenanlagen setzten nicht nur städtebaulich, sondern auch architektonisch entscheidende Akzente.
Das Centrum-Warenhaus blieb jahrelang im Rohbaustadium stecken und wurde erst 1978 fertiggestellt. Ein weiterer, die Prager Straße zum Altmarkt hin abschließender Hochhauskomplex mit Interhotel und einem als Tagungszentrum fungierenden „Haus des Lehrers“ wurde trotz Herstellung der Baugrube und des Fundamentes nicht mehr realisiert.
Trotz klarer Vorgaben mit vielen industriell hergestellten Bauteilen (umgesetzt vor allem bei den Hotels) zeigten sich bei der Prager Straße auch die in diesen „goldenen Jahren“ der DDR noch vorhandenen Spiel- und Freiräume bei der künstlerischen Umsetzung der Bauten. Die aus dem Wohnungsbautyp P27 entwickelte Wohnzeile „atmete den Geist der Wohnmaschinen Le Corbusiers“. Kleine verglaste Ladenpavillons wurden im Erdgeschossbereich zwischen die Pilotis gesetzt und vernetzten das Gebäude mit dem Einkaufsgeschehen der daran anschließenden Fußgängerzone. Die auf dem Dach gelegenen vier Räume fungierten mit der sich daran anschließenden Dachterrasse zunächst als offener Gemeinschaftsbereich.
Der Betonzylinder des Rundkinos stammte aus einem Serienprogramm des Industriebaus. „Die spannungsreiche Fassadengestaltung aus vertikalen, weiß emaillierten Stahlblechtafeln und einem horizontal davor hängenden, filigranen Stahlstabwerk machten aus dem freistehenden Rundbau jedoch ein architektonisches Kunstwerk. Der Gaststättenkomplex ‚International‘ beeindruckte mit einem Faltdach, und das Centrum-Warenhaus hatte dank seiner kristallinen Aluwabenfassade den Charme der weltraum-begeisterten Sixties.“
Das originale Architekturmodell der Prager Straße war 2019 im Platten-Museum von Mathias Körner in der Harthaer Straße 20 in Dresden-Gorbitz zu sehen.

### Einzelbauten und -anlagen

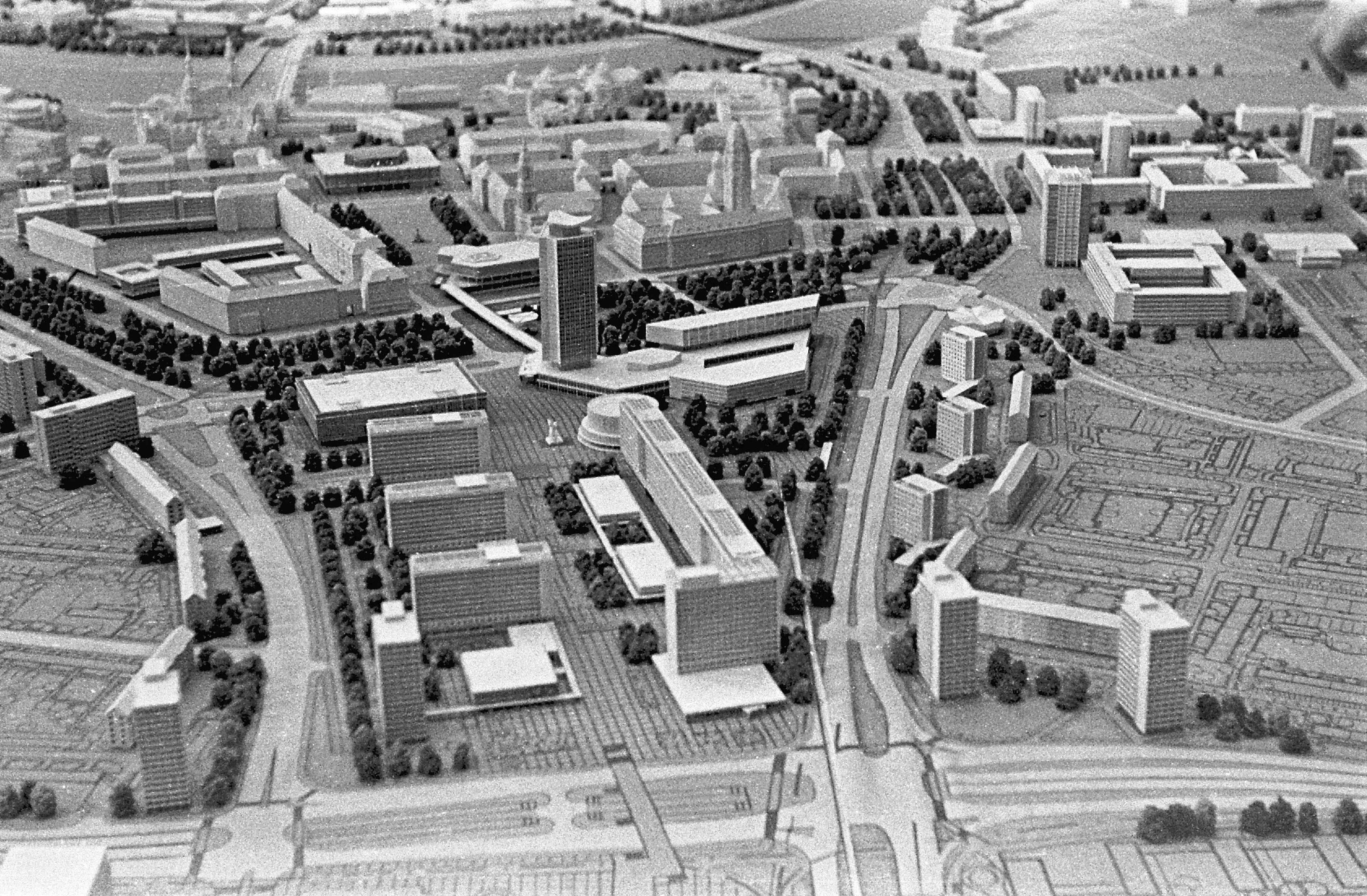
Stadtmodell Prager Straße Dresden

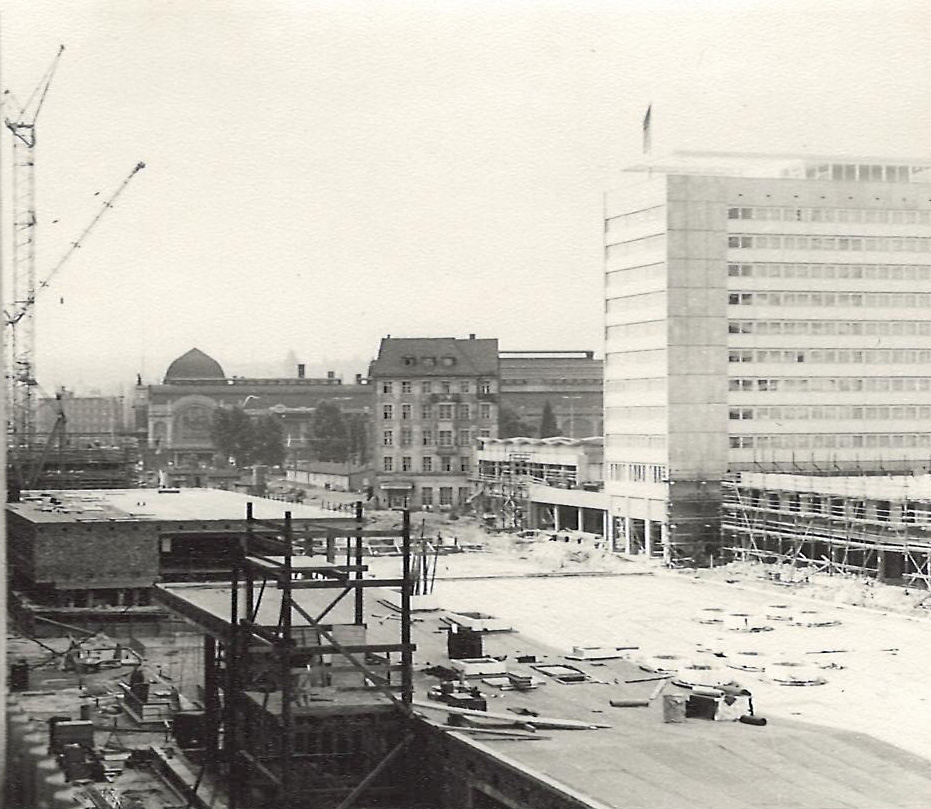
Prager Straße im Bau (März 1968)

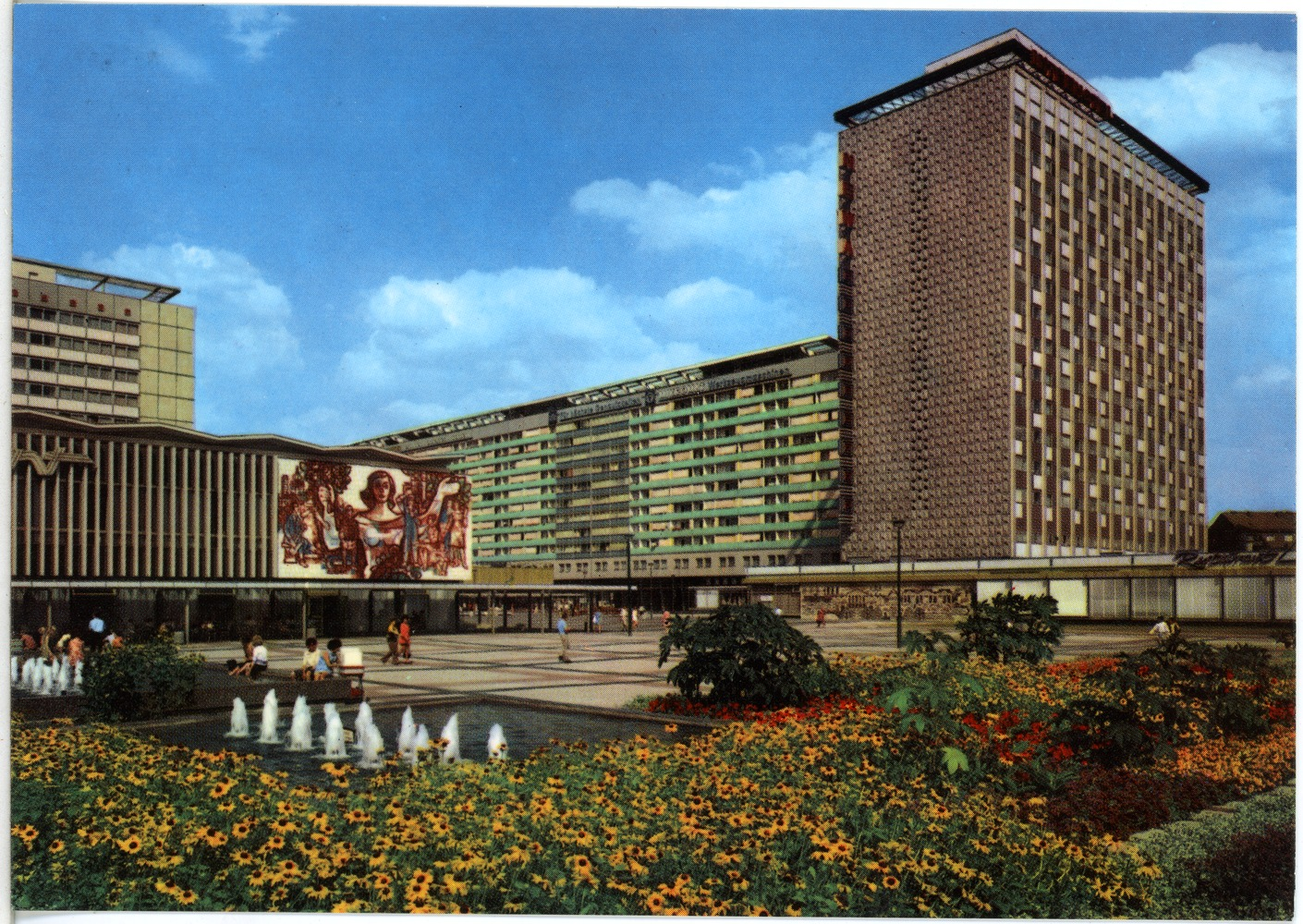
Prager Straße, Südseite (1971)

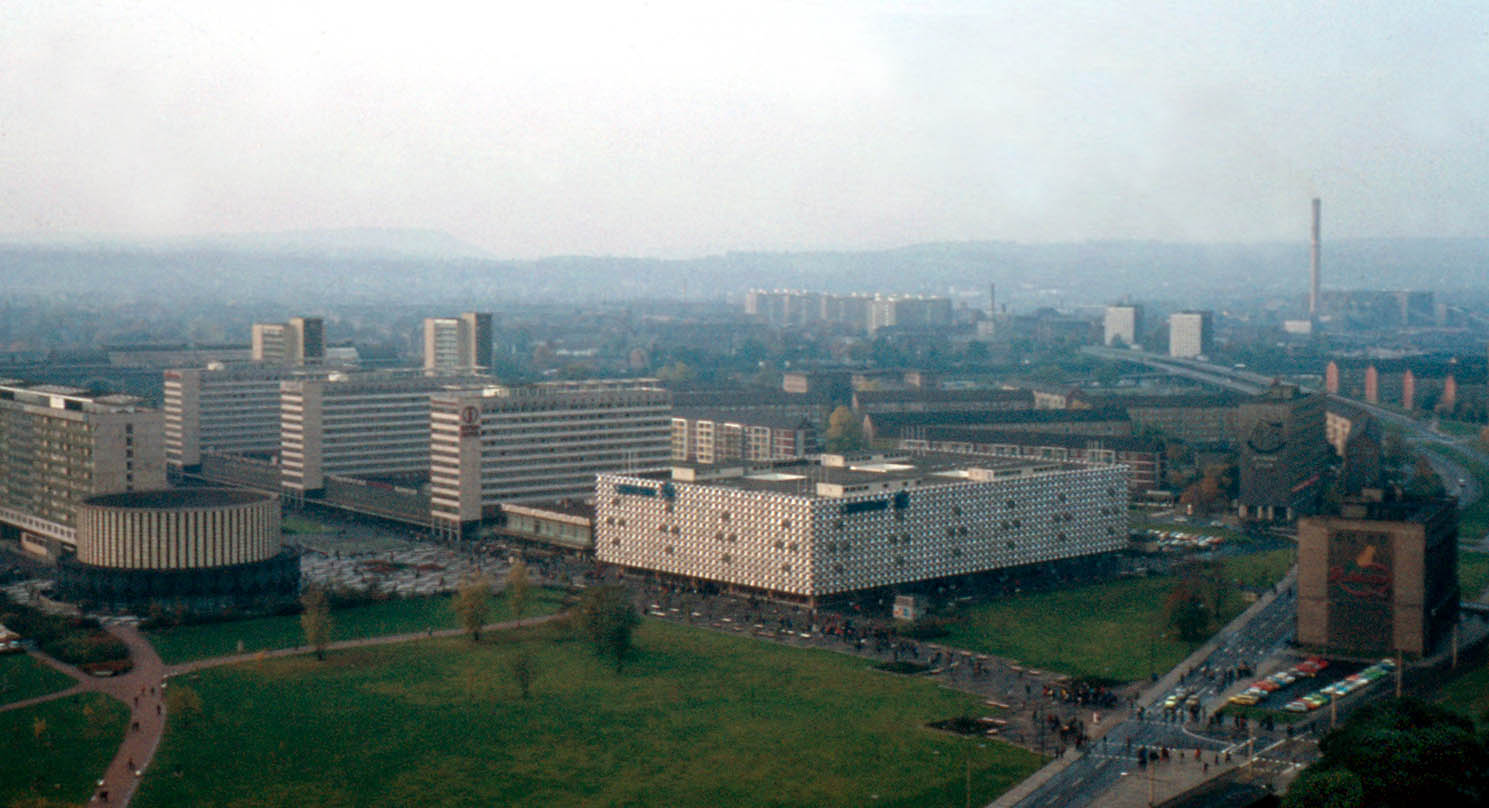
Prager Straße, Nordseite (1980)

Auf der westlichen Seite wurden zwischen 1967 und 1970 drei nach Felsen im Elbsandsteingebirge benannte Hotels Bastei, Königstein und Lilienstein errichtet. Der Hotelkomplex wurde von 1968 bis 1969 von den Architekten Kurt Haller, Manfred Arlt und Karl-Heinz Schulze „in Kammstellung zur Prager Straße“ erbaut. Die drei Gebäude verfügen über zwölf Geschosse. Zweigeschossige Flachbauten mit Läden verbinden die Hochhäuser miteinander. Der Komplex wurde in Plattenbauweise mit einer horizontalen Fassadengliederung und Betonbrüstungen mit Glas-Keramik-Mosaik ausgestattet. Jürgen Seidel und Karl Bergmann schufen die schmiedeeisernen Wandreliefs. Die drei Hotels verfügten zum Zeitpunkt ihrer Eröffnung über insgesamt 1917 Betten, und in den Restaurants standen 330 Sitzplätze zur Verfügung. Der Hotelbetrieb wurde von der Interhotel-Kette übernommen.
Das damals mit 240 Metern längste Wohnhaus Deutschlands wurde 1966–1969 mit 614 Kleinwohnungen nach Le Corbusiers Vorbild „Unité d’Habitation“ auf der östlichen Seite der Prager Straße erbaut. Die als Prager Zeile bezeichnete Wohnanlage (St. Petersburger Straße 26–32) wurde 2007 so umgebaut, dass durch veränderte Zuschnitte insgesamt 561 Wohneinheiten (Ein- und Zweizimmerwohnungen sowie 12 Dreizimmer-Appartements und 4 Penthouse-Wohnungen) entstanden.
Auf der breiten Straße entstanden verschiedene Wasserspiele von Leoni Wirth und Vinzenz Wanitschke sowie Grünanlagen. So entstand die Terrasse des Eiscafés „Pinguin“ mit Trinkbrunnen von Vinzenz Wanitschke (1969) auf der Prager Straße, im Hintergrund die Keramikwand von Dieter Graupner (1966/1967).
Zwischen den Hotels Königstein und Lilienstein wurde ein Touristengarten eingerichtet, der mit einem Brunnen von Josef Pietsch sowie Bronzeplastiken gestaltet wurde. Dazu gehören das Lesende Mädchen von Johannes Peschel (1969), eine Jünglingsplastik aus dem Jahr 1967 von Wilhelm Landgraf, zwei Mütter mit Kindern von Karl Schönherr, Ringende Knaben geschaffen von Siegfried Schreiber (heute im Museum Bautzen) und eine Plastik von Constantin Meunier, die einen Lastenträger darstellt. Im März 1996 wurde die Jünglingsplastik entwendet und erst 2015 zurückgegeben. Die übrigen Plastiken sind aufgrund von Bauarbeiten und Neugestaltung entfernt, so steht zum Beispiel der Lastenträger im Neustädter Hafen. Darüber hinaus befindet sich auf der Straße eine weitere Plastik von Karl Schönherr, die das Märchen Tischchen deck dich, Goldesel und Knüppel aus dem Sack darstellt. Weiterhin wurde die Straße mit einer freistehenden Keramikwand von Dieter Graupner aus den Jahren 1966/1967, dem Wandbild Dresden, die Stadt der modernen sozialistischen Industrie, der Wissenschaft und der Kunst grüßt seine Gäste am Restaurant Bastei aus bemalten Keramikplatten von Kurt Sillack und Rudolf Lipowski aus den Jahren 1969/1970 und einem Natursteinmosaik von Franz Tippel, das eine Newalandschaft am gleichnamigen Hotel darstellt, gestaltet.
Im Zuge des Wiederaufbaus wurde die Prager Straße teilweise unterführt. Eine Einfahrt befindet sich im Norden zwischen Rundkino und UFA-Kristallpalast und ist von der St. Petersburger Straße aus erreichbar. Über diese gelangt man in eine Tiefgarage, die die Fußgängerzone zwischen Prager Zeile und den beiden Ladenpavillons bis hin zum Hotel Pullman unterkellert. Seit dem Bau werden die Geschäfte in den Pavillons und das Hotel unterirdisch darüber beliefert. Außerdem wird über die Tiefzufahrt die Müllabfuhr aus diesen Gebäuden und der Prager Zeile ermöglicht. Die Ausfahrt verläuft an der Südhälfte der Prager Zeile auf der Seite der St. Petersburger Straße.
Die Prager Straße entwickelte sich in den 1970er und 1980er Jahren durch ihre Bebauung zum wichtigsten Fußgänger-Boulevard in Dresden. Im Nordosten der Straße wurde von 1970 bis 1972 das 25 Meter hohe Rundkino errichtet. Nur wenige Jahre später, in den Jahren 1976 bis 1978, wurde der jahrelang unfertige Rohbau des Centrum Warenhauses von 1970 fertiggestellt. Dieses Gebäude war durch seine markante Aluminium-Waben-Fassade gekennzeichnet.
Ab 1986 begann die Bebauung der Freiflächen nordöstlich der Prager Straße mit Wohnungsbauten des Typs WBS 70/14,40, die als vier Quartiere mit Innenhöfen die Leerflächen decken sollten. Bis 1990 war ein Großteil des Quartiers C fertiggestellt, mit Ausnahme des nördlichen Querriegels, der erst 1994 als Bürogebäude vollendet wurde. Das Quartier A, das einen Teil der nördlichen Straßenrandbebauung der Prager Straße bilden sollte, war zu großen Teilen bis einschließlich des Erdgeschosses errichtet. In diesem Zusammenhang wurde auch das Fundament des Hauses des Lehrers von 1968 beseitigt.

## Nach 1989

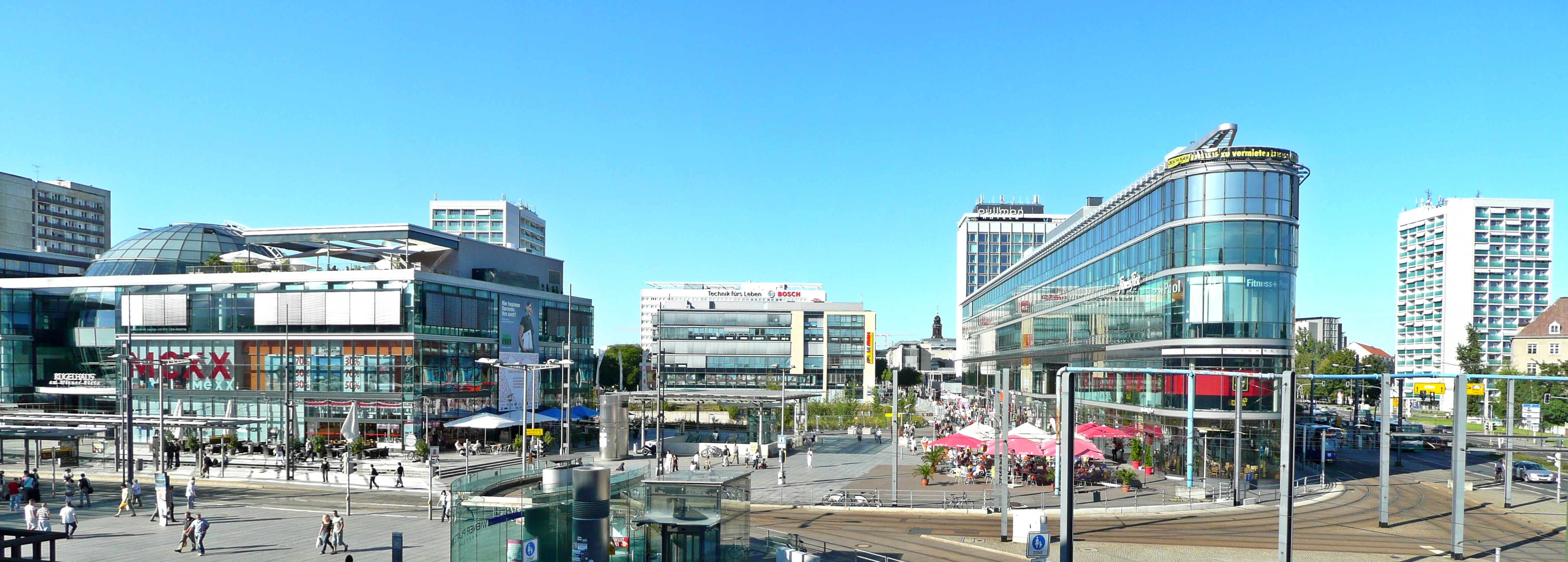
Südlicher Zugang zur Prager Straße mit dem Glaskugelhaus (links) und der Prager Spitze (rechts)

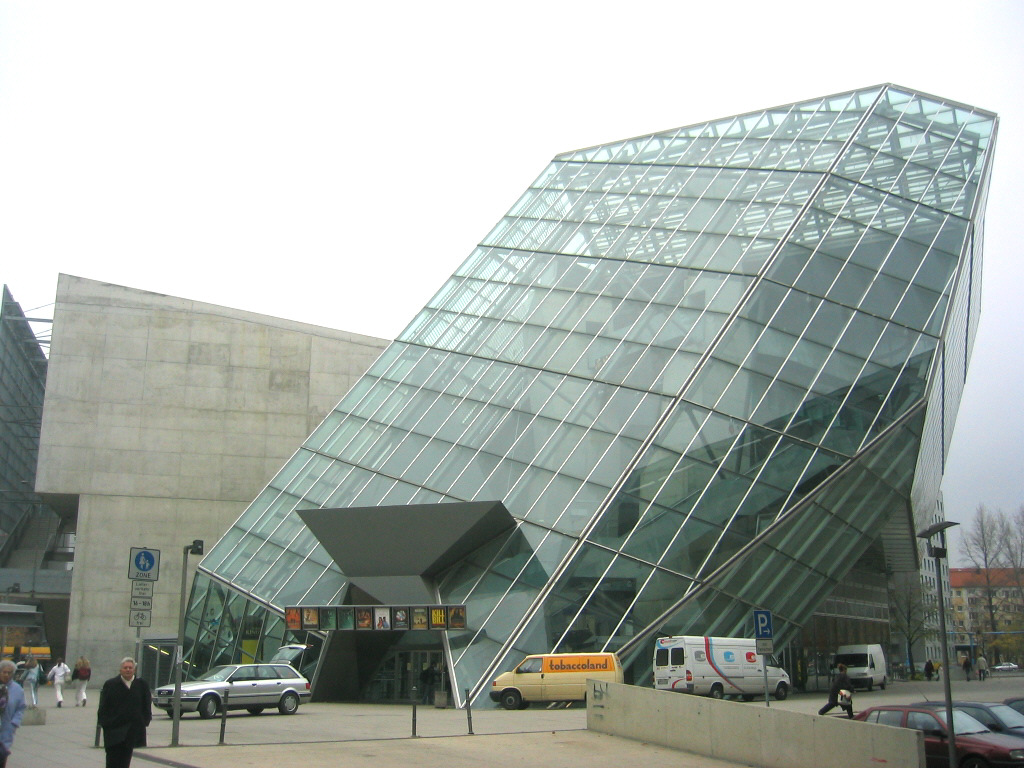
UFA-Kristallpalast

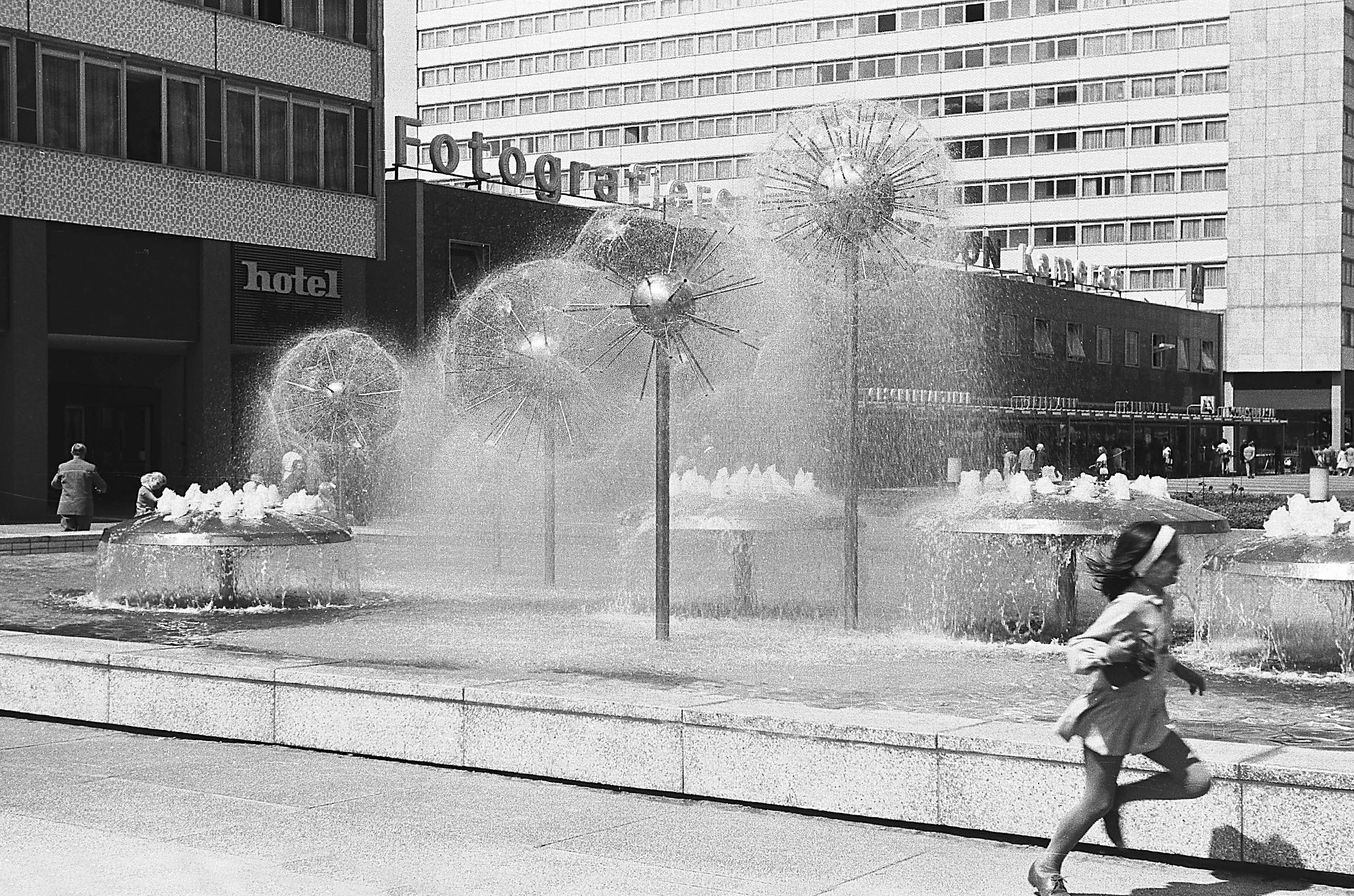
Pusteblumen-Brunnen von Leoni Wirth (1969)

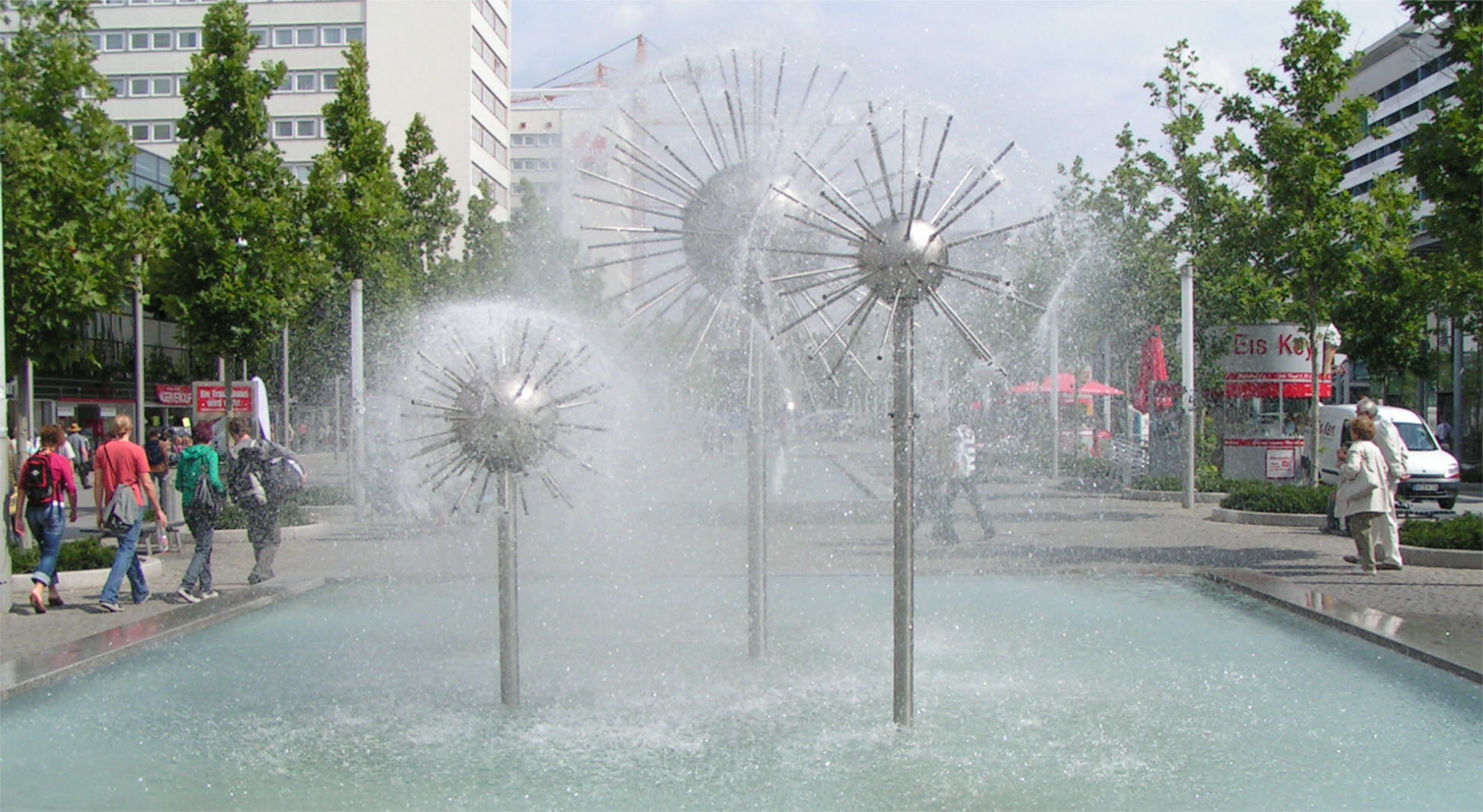
Pusteblumenbrunnen in der von Leoni Wirth nicht autorisierten Neufassung

Am 8. Oktober 1989 wurde auf der Prager Straße während der Demonstrationen gegen die SED-Herrschaft die Gruppe der 20 gegründet. Daran erinnern heute eine Gedenkplatte und ein in den Boden eingelassener Schriftzug.
Nach der Wiedervereinigung Deutschlands wurde im Rahmen des „Planungsleitbildes Innenstadt“ (Entwurf 1991, Beschluss 1993) der zentrale Teil der Prager Straße mit den vier Hotels, dem Rundkino und den Pavillonbauten als erhaltenswert charakterisiert, während der anschließende südliche und nördliche Teil auf die frühere Straßenbreite von 18 Metern verkleinert werden sollte. Bereits im Sommer 1990 verkündete der damalige Bürgermeister für Stadtentwicklung Ingolf Roßberg einen Baustopp für alle noch nicht fertiggestellten Plattenbauten.
Markant für die Diskussionen um das städtebauliche Konzept war das (ehemalige) Centrum-Warenhaus: 1990 zog dort zunächst Karstadt ein, schräg gegenüber baute Hertie ein Warenhaus mit Glasfassade. 1994 übernahm Karstadt Hertie und zog nunmehr in das Hertie-Kaufhaus ein, das ehemalige Centrum-Warenhaus  wurde nurmehr untergenutzt, das Kellergeschoss wurde geschlossen.
Beim Elbhochwasser 2002 wurde die Prager Straße von der über die Ufer getretenen Weißeritz vom Hauptbahnhof aus komplett überflutet. Im Zuge der Renovierungsarbeiten im Dezember 2004 wurden unter anderem die Brunnen saniert, der Bodenbelag komplett neu gestaltet und neue Bäume gepflanzt. In diesem Zusammenhang wurden auch die Pavillonbauten komplett neu gestaltet und aufgestockt.
In diesem Zusammenhang wurde auch das ehemalige Centrum-Warenhaus so beschädigt, dass der Eigentümer Karstadt nunmehr den Verkauf und dessen Abriss einleitete, was ab 2006 erfolgte. In diesem Zusammenhang gab es eine heftige Kontroverse um den Abriss des markanten Kaufhauses. Kritiker des Abrisses sprachen sich für eine Erhaltung aus, da es ein bauhistorisches Zeugnis der modernistischen Epoche ist. Zusammen mit dem Rundkino und dem Kulturpalast war es ein herausragendes Beispiel für die DDR-Architektur der 1960er und 1970er Jahre abseits von Wohnbauten. An seiner Stelle entstand als neues Einkaufszentrum die Centrum-Galerie. Der Architekt Peter Kulka kopierte dabei mit der Verwendung der Wabenelemente und der daraus entstandenen charakteristischen Fassade den Vorgängerbau. Ursprünglich sollten sogar die originalen Waben wieder verwendet werden, sie mussten nachgebaut werden, da die alten Waben verschlissen waren. Die Galerie wurde im Oktober 2010 eröffnet.
Seitlich der Prager Straße befindet sich der UFA-Kristallpalast. Dieses Kino wurde in den Jahren 1997/98 nach Plänen des Wiener Architekturbüros Coop Himmelb(l)au erbaut und ist durch die  dekonstruktivistische Bauweise aus Glasbeton gekennzeichnet. Auch wenn die ursprüngliche Idee aus wirtschaftlichen Gründen nicht vollständig umgesetzt werden konnte (der Glaskristall sollte ursprünglich den Betonteil vollständig umhüllen), erhielt das Architekturbüro im Jahr 1999 den deutschen Architekturpreis.
1995/96 wurde das „Wöhrl-Plaza“ errichtet, was in Form eines L das Rundkino gen Westen und Nordwesten einrahmt.
Als südlicher Abschluss wurde Ende April 2006 zwischen Prager und St. Petersburger Straße die Prager Spitze nach einigen baulichen Verzögerungen fertiggestellt, und erste Läden eröffneten darin. Der Name symbolisiert die spitz zulaufende Form des Gebäudes und die Lage am Ende der Prager Straße.
Für das große westliche Nachbargrundstück konnte jahrelang kein Investor gefunden werden. Wegen des baulich-organisatorischen Zusammenhangs mit dem Straßentunnel und der Tiefgarage wurde es meist dem Wiener Platz zugerechnet und trug – da fast zwanzig Jahre lang eine unverfüllte Baugrube – den Spitznamen „Wiener Loch“. Nachdem die Stadt das Grundstück 2013 unter Wert verkaufen konnte, entstand dort bis 2016 ein als Prager Carrée vermarkteter Gebäudekomplex mit Wohnungen und Ladengeschäften.

## Veranstaltungen
Jeden Mai findet für eine Woche in Dresden das Dixieland-Festival, neben anderen Stellen in der Stadt, auch auf der Prager Straße statt. Es hat sich seit seinem Beginn im Jahr 1970 zu einem internationalen Ereignis der Jazz- und Blues-Szene entwickelt.